# 600 Муза
600 Муза (600 Musa) — астероїд головного поясу, відкритий 14 червня 1906 року Джоелем Хастінґсом Меткалфом у Тонтоні, Массачусетс.